# Nagréongo
Nagréongo est la localité chef-lieu du département de Nagréongo situé dans la province de l'Oubritenga de la région Plateau-Central au Burkina Faso.

## Géographie
Nagréongo se trouve à environ 35 km à l'est du centre de Ouagadougou et à 15 km au sud-est de Ziniaré, le chef-lieu provincial. La commune est traversée par la route nationale 4 reliant Ouagadougou à l'est du pays.

## Économie
En 2021, l'entreprise GreenYellow réalise la construction d'une centrale solaire photovoltaïque à Nagréongo, constituée de 68 000 panneaux solaires pour une puissance de 30 MWc et une production annuelle de 50 GWh d'un coût total de 17 milliards de francs CFA (soit 25,87 millions euros). Cette centrale, exploité par la SONABEL dans le cadre d'un partenariat public-privé, sera à terme reliée par une ligne de 21 km au poste-source de Ziniaré et au réseau d'électricité régional.

## Santé et éducation
Nagréongo accueille un centre de santé et de promotion sociale (CSPS) tandis que le centre médical avec antenne chirurgicale (CMA) de la province se trouve à Ziniaré.
Le village possède deux écoles primaires publiques (dans les quartiers de Yargo et de Kodogo) ainsi que deux lycées, le lycée départemental et le lycée privé Notre-Dame-de-la-Délivrance (classes de la 6e à la terminale avec un internat pour garçons).